# Cayambe (wulkan)
Cayambe (lub Volcán Cayambe) – wulkan w Andach Ekwadoru. Leży ok. 70 km na północny wschód od Quito na terenie Parku Narodowego Cayambe-Coca. To trzeci szczyt Ekwadoru.
Cayambe posiada stałą pokrywę śnieżną, jest jedynym pokrytym śniegiem punktem na całym równiku. Jest też najwyższym punktem na równiku.
Niedaleko leży miasto Cayambe, które otrzymało nazwę po wulkanie.
Pierwszym zdobywcą góry jest brytyjski wspinacz Edward Whymper, który zdobył górę w 1880.